# La notte prima di Natale (opera)
La notte prima di Natale (in russo Ночь перед Рождеством?), è un'opera lirica in quattro atti con musica e libretto di Nikolaj Andreevič Rimskij-Korsakov. Fu composta tra il 1894 ed il 1895 ed è basata sul racconto omonimo di Gogol', contenuto nella raccolta Veglie alla fattoria presso Dikan'ka.

## Storia della composizione
Rimskij-Korsakov, dopo aver sviluppato un interesse per le tradizioni e le leggende dell'antica Russia pagana, considerava novella di Gogol' La notte prima di Natale un soggetto molto interessante per un'opera lirica. Tuttavia per molti anni si trattenne dal cimentarsi in questo lavoro, per timore di offendere Čajkovskij, che aveva composto un'opera dal titolo Il fabbro Vakula nel 1874, poi rielaborata nel 1885 con il titolo Gli stivaletti, ispirata allo stesso racconto; fu solo dopo la sua morte che prese seriamente in considerazione il lavoro, nella primavera del 1894, decidendo di scriverne anche il libretto. L'opera incontrò non pochi problemi con la censura, a causa del personaggio della zarina, che nel racconto di Gogol' era Caterina II di Russia. Quando Rimskij-Korsakov informò il direttore dei teatri imperiali Ivan Vsevoložskij del suo nuovo lavoro, questi richiese che il libretto fosse presentato alla censura, nutrendo forti dubbi sulla sua approvazione. La censura infatti proibì di rappresentare la settima scena, che si svolge alla corte della zarina, in base ad un decreto del 1837 di Nicola I, che vietava di mettere in scena i regnanti russi nelle opere liriche. Il compositore quindi si rivolse al conte Voroncov-Daškov, ministro delle Proprietà Imperiali, affinché intercedesse in suo favore presso lo zar Alessandro III, perché permettesse la rappresentazione dell'opera senza modifiche e tagli. Il permesso fu accordato con una lettera del 31 dicembre 1894. La prima rappresentazione venne messa in programma per il 21 novembre 1895. Alla prova generale aperta al pubblico però erano presenti anche i granduchi Michail Nikolaevič e Vladimir Aleksandrovič, che furono fortemente contrariati dalla presenza del personaggio della zarina, protestarono vivacemente e convinsero lo zar ad annullare il permesso già accordato. Per salvare la messa in scena de La notte prima di Natale fu necessario sostituire il personaggio della zarina (mezzosoprano) con quello di Sua Altezza (baritono), cosa che Rimskij-Korsakov fece malvolentieri, tanto da non andare alla prima della sua nuova opera, in segno di disappunto per tutto l'accaduto. Nessun membro della famiglia imperiali fu presente alle rappresentazioni dell'opera, ed anche il direttore dei teatri imperiali Vsevoložskij da quel momento cambiò atteggiamento verso il compositore.

## Trama
L'azione ha luogo nel villaggio di Dikan'ka, in Ucraina, nello spazio aereo e alla corte imperiale di San Pietroburgo, nel XVIII secolo.

### Atto I
Scena prima. La vigilia di Natale nel villaggio di Dikan'ka. Dal camino di una casa esce, assieme al fumo, la vedova Solocha (che è una strega), si siede sul tetto ed intona una vecchia koljadka. Sul tetto vicino arriva il Diavolo che le fa eco. Egli è irritato col figlio di Solocha, il fabbro Vakula, perché gli ha dipinto un ritratto molto poco simpatico. Per vendicarsi il Diavolo vuole rubare la luna, per far sì che il cosacco Čub resti a casa, intralciando così l'appuntamento amoroso di Vakula con la figlia di lui, la bella Oksana. Anche la strega non vede di buon occhio la relazione del figlio, decide pertanto di aiutare il Diavolo: provocano una tormenta di neve e si alzano in volo, e la luna scompare. Entra in scena Panas, compare di Čub, che bussa alla sua porta per invitarlo ad andare a trovare il diacono. I due si incamminano e vagano nell'oscurità. Intanto Vakula si dirige verso la casa di Čub per chiedere a Oksana se lo ama oppure no. Per strada si imbatte in Čub e, non avendolo riconosciuto, lo colpisce e lo scaccia via. Mentre Vakula pensa alla sua bella, la luna e le stelle ricompaiono.
Scena seconda. Dentro la casa di Čub. Oksana si guarda allo specchio civettuola. Entra Vakula, del cui amore la ragazza si fa beffe. Arrivano le amiche di Oksana e cantano una koljadka. In presenza della amiche, Oksana dichiara che sposerà Vakula, se questi gli porterà gli stivaletti della zarina. Le ragazze ridono del povero fabbro.

### Atto II
Scena prima. A casa di Solocha. Solocha ed il Diavolo, uscito dalla stufa, amoreggiano e ballano. Bussano alla porta ed il Diavolo si nasconde in un sacco di carbone. Entra il capo del villaggio, ma all'udire la voce del diacono che si avvicina, si nasconde anche lui in un sacco di carbone. Il diacono entra e inizia ad amoreggiare con Solocha, ma all'arrivo di Čub si nasconde in un terzo sacco. Čub canta e beve con Solocha. Si ode la voce di Vakula che torna a casa, e Čub si infila nel sacco, dove è già nascosto il diacono. Entra Vakula, che pensa alla richiesta di Oksana. Solocha esce ed il fabbro, presi i tre sacchi, esce a sua volta.
Scena seconda. Per strada, presso la fucina di Vakula, in una notte di luna. Vakula mette giù i sacchi, e prende con sé solo il più piccolo, dove crede che ci siano i suoi attrezzi. Sopraggiungono dei giovani che cantano e prendono in giro il beone Panas e Vakula. Vakula decide di recarsi dal cosacco Pacjuk, che è uno stregone. I giovani aprono i sacchi, da cui escono il capo del villaggio, il diacono e Čub. I ragazzi intuiscono le scappatelle di Solocha e si fanno beffe dei tre disgraziati dongiovanni.

### Atto III
Scena prima. Dentro la casa di Pacjuk. Pacjuk è seduto e mangia varenyki magici che gli saltano in bocca da soli. Entra Vakula che di aiutarlo a trovare il Diavolo. Pacjuk gli risponde che chi ha il Diavolo in spalla non deve andare lontano. Vakula posa il sacco, da cui esce il Diavolo: il fabbro minacciandolo gli intima di fargli da cavallo e di portarlo dove vorrà. Pacjuk scompare con la sua casa e Vakula salta in groppa al Diavolo, ordinandogli di portarlo a San Pietroburgo, dalla zarina.
Scena seconda. In aria. Danze e giochi delle stelle. Giungono anime cattive, tra le quali anche Pacjuk e Solocha, che tentano di fermare Vakula sul suo destriero, ma senza successo. Vakula va avanti e presto all'orizzonte appare la capitale.
Scena terza. Nella sala di un palazzo. Tra i cortigiani ci sono dei cosacchi, tra cui Vakula. Viene suonata una polonaise. Entra la zarina. I cosacchi stanno per presentare le loro petizioni alla zarina, ma Vakula li interrompe con la sua richiesta. La zarina ordina di consegnargli i suoi stivaletti, ed il diavolo riporta indietro Vakula.
Scena quarta. In aria. Vakula sfreccia in spalla al diavolo. Albeggia. Compaiono le anime candide di Koljada (sotto forma di fanciulla) e Ovsen' (sotto forma di ragazzo). Tra le luci dell'alba si vede Dikan'ka e si ode il suono del campanile e di canti natalizi.

### Atto IV
Il cortile presso la casa di Čub, di giorno. Le donne si riuniscono e parlano del cosacco scomparso: concludono che o si è impiccato, o si è annegato, ed in questo modo turbano Oksana. La ragazza si sente in colpa per la sua durezza e decide di trattarlo con tenerezza, se ritornerà. Entra Vakula e chiede Oksana in sposa a Čub, che per dispetto a Solocha acconsente. Vakula dà ad Oksana gli stivaletti della zarina. Entra una folla di giovani che chiede a Vakula di raccontare la storia di quelle scarpette. Il fabbro promette di raccontare ogni cosa al suo amico, l'apicoltore Pan'ko (la voce narrante dei racconti di Veglie alla fattoria presso Dikan'ka), affinché la scriva, tra la gioia generale.

## Opere collegate
Le musiche de La notte prima di Natale costituiscono la colonna sonora del film d'animazione sovietico del 1951 La notte prima di Natale.